# エストニア国鉄
エストニア国鉄（エストニア語: Eesti Raudtee）はエストニア国有の鉄道会社である。

## 概要
エストニアの独立後間もない1992年1月1日に設立され、691kmの広軌（1,520mm）路線を有する。2014年以降国内の旅客列車はエルロンが運行している。

## 路線
2014年現在、以下の路線を有する。
- タリン - タパ - ナルヴァ：209.6km
  - サンクトペテルブルクとパルディスキをタリンおよびナルヴァ経由で結ぶ路線として1870年に開業した。タリン - アエグヴィードゥ間、タリン - タルトゥ間、タリン - ラクヴェレ間およびタリン - ナルヴァ間にはエルロンによって旅客列車が運行されている。モスクワおよびサンクトペテルブルクへの国際列車はGoRailが運行しいている。
- タリン - ケイラ - パルディスキ：47.7 km
  - タリン - パースキュラ間、タリン - ケイラ間、タリン - パルディスキ間およびタリン - クローガランナ間にはエルロンによって旅客列車が運行されている。
- ケイラ - リーシペレ：24.4 km
  - 1905年にケイラ - ハープサル間を結ぶ路線として開業した。リーシペレ - ハープサル間は2004年に廃止された。タリン - リーシペレ間にはエルロンによって旅客列車が運行されている。
- タパ - タルトゥ：112.5 km
  - 1877年開業。タリン - タルトゥ間およびタルトゥ - ヨゲヴァ 間にはエルロンによって旅客列車が運行されている。
- タルトゥ - ヴァルガ：82.5 km
  - 1887年開業。エストニアのヴァルガからラトビアのヴァルカへ繋がる国際連絡路線である。タルトゥ - ヴァルガ間の旅客列車はエルロンが、ヴァルガ - リガ間の旅客列車はラトビア国鉄が運営している。
- タルトゥ - ペチョールィ：83.5 km
  - 1929年から1931年にかけて建設され、コイドゥラ駅がロシアとの国境駅である。タルトゥ - コイドゥラ間にはエルロンによって旅客列車が運行されている。
- ヴァルガ - ペチョールィ：91.5 km 
  - リガ - プスコフ間を結ぶ路線の一部として1889年に開業した。現在は貨物専用線であり旅客列車は運行されていない。